# Горин, Владимир Викторович
Владимир Викторович Горин (род. 13 марта 1961, Череповец, Вологодская область) — советский и российский баскетболист, игравший на позиции разыгрывающего защитника.

## Биография
Воспитанник команды «Шексна» (ныне «Северсталь»). Первый тренер — Соломоник Яков Петрович.
Выступал за «Спартак» (Ленинград) (1979—1986, 1991-93, 1994-95), ЦСКА (Москва) (1986—1991, 1993-94).
Участник ОИ-92, чемпион СССР 1988, чемпион СНГ 1992, чемпион России 1994.
Со середины 1990-х — функционер, занимал должность гендиректора петербургского «Спартака».
В составе «Балтийской звезды» стал чемпионом Европы 2002 года среди ветеранов в категории «35+».